# Fernando da Costa Novaes
Fernando da Costa Novaes oder Fernando Novaes (* 6. April 1927 in João Pessoa, Paraíba; † 24. März 2004 in Belém, Pará) war ein brasilianischer Ornithologe. Er forschte intensiv über die Avifauna des brasilianischen Amazonasgebiets und gilt als Mitbegründer der modernen brasilianischen Ornithologie.

## Leben
Novaes war der Sohn von Alfredo Wilson Novaes und Joanna da Costa Novaes. Er verbrachte den größten Teil seiner Kindheit und Jugend in Rio de Janeiro, wo die damals noch intakte Natur bald sein tiefes naturkundliches Interesse weckte. 1936 machte er seinen Abschluss am Colégio São Bento und von 1937 bis 1943 absolvierte er das Colégio Vera Cruz. 1945 wechselte er zur Moderna Associação Brasileira de Ensino, wo er 1947 seinen Abschluss machte. Auf der Highschool fasste Novaes den Entschluss, Zoologe zu werden. 1946 besuchte er einen Zoologie-Kurs an der Universidade Federal Rural do Rio de Janeiro (UFRRJ), wo er die Techniken des Sammelns, der Präparation und der Konservierung von zoologischen Proben erlernte. Im selben Jahr wurde er Assistent an der ornithologischen Abteilung des Museu Nacional da Universidade Federal do Rio de Janeiro, die von Herbert Franzoni Berla geleitet wurde. 1947 veröffentlichte er seinen ersten wissenschaftlichen Artikel über die Mückenfressersammlung des Nationalmuseums. 1949 erwarb Novaes den Bachelor-Abschluss in Naturgeschichte an der Universidade do Brasil. 
Novaes wurde stark von Ernst Mayrs Arbeiten zur Systematik und Biogeographie von Vögeln auf den Pazifikinseln sowie von João Moojen und José Cândido de Melo Carvalho beeinflusst. 1950 nahm er an der João-Alberto-Expedition auf die brasilianische Insel Trindade teil, deren Ergebnisse 1952 veröffentlicht wurden. Beeinflusst von den Arbeiten Pierre Dansereaus und einem Briefaustausch mit S. Charles Kendeigh, führte eine er wichtige quantitative Studien über Vogelgemeinschaften auf Sandbänken durch. Unter der Leitung von José Cândido de Melo Carvalho betrieb er Studien über die Gefiedermilben-Familie Analgesidae, die in der Erstbeschreibung einer neuen Gattung und drei neuen Arten gipfelten.
1952 schloss Novaes sein Graduiertenstudium ab und auf Einladung von José Cândido de Melo Carvalho absolvierte er seine erste Amazonas-Expedition an den Rio Paru do Oeste. Aufgrund einer Malaria-Erkrankung verlief diese Expedition jedoch unbefriedigend. 1953 bekam Novaes eine Anstellung als Zoologe am Museu Nacional da Universidade Federal do Rio de Janeiro. 1954 wurde Novaes mit einem Guggenheim-Stipendium für ein Studium in den Vereinigten Staaten ausgezeichnet. Er arbeitete in einigen der wichtigsten Museen und forschte unter der Leitung von Alden Holmes Miller am Museum of Vertebrate Zoology der University of California, Berkeley. Das Hauptziel seines Projekts war es, die geografische Variation und Artbildung der Gattung der Samttangaren (Ramphocelus) detailliert zu untersuchen. Während seines Studienaufenthalts in den Vereinigten Staaten hatte Novaes unter anderen Kontakte zu John Todd Zimmer, Robert K. Selander und Richard F. Johnson. Das Angebot von Miller in den Vereinigten Staaten zu promovieren, lehnte er ab, da er befürchtete, dass sein Vertrag mit dem Nationalmuseum sonst nicht verlängert worden wäre.
1956 wurde Novaes Mitarbeiter am Instituto Nacional de Pesquisas da Amazônia (INPA) und Leiter der zoologischen Abteilung des Museu Paraense Emílio Goeldi (MPEG). Im selben Jahr begleitete er den US-amerikanischen Paläontologen George Gaylord Simpson auf eine Expedition zum Oberlauf des Rio Juruá. Gemeinsam mit seinem langjährigen Assistenten Miguel Mariano Moreira betrieb er taxonomische und ökologische Studien über die Avifauna dieser Region, die bis dato nur wenig erforscht war. Daneben sammelte die Expedition Insekten, Fische und Säugetiere, worunter sich auch neue Arten befanden. Zurück in Belém leitete er mit Cory T. Carvalho eine Reihe von Studien über die Lebensweise einiger der häufigsten in der Umgebung von Belém vorkommenden Vogelarten. Novaes war an den Arbeiten über den Rotschwanz-Schattenkolibri (Glaucis hirsutus) beteiligt, die im Boletim do Museu Paraense Emílio Goeldi, nova série, Zoologia veröffentlicht wurden. 1960 verließ Novaes das MPEG um eine Position als Biologe an der zoologischen Abteilung des Landwirtschaftsministeriums des Bundesstaates São Paulo (heute Museu de Zoologia da Universidade de São Paulo) anzunehmen. Hier hatte er die Gelegenheit mit Olivério M. de Oliveira Pinto zusammenzuarbeiten. Bevor er 1962 nach Belém zurückkehrte, veröffentlichte Novaes sechs Studien über die Taxonomie und die geografische Variation brasilianischer Vögel als Ergebnis seiner Studien in São Paulo.
1962 ließ sich Fernando Novaes endgültig in Belém nieder, wo er erneut als Forscher am MPEG tätig wurde. Er verfolgte ein altes Projekt im brasilianischen Amazonasgebiet eine wissenschaftliche Vogelsammlung nach den besten internationalen Standards aufzubauen. Trotz finanzieller Schwierigkeiten, Materialmangel und Probleme bei der Pflege der biologischen Sammlungen, gelang es ihm, die Sammlungen von anatomischen Präparaten und Eiern des MPEG deutlich zu erhöhen. Diese Sammlungen gelten heute als die größten in Südamerika. Im Rahmen dieses Programms besuchte er häufig mehrere Orte im Osten Parás (von 1965 bis 1983), am Rio Xingú (1958), am Mittellauf des Rio Negro (1967), auf der Insel Marajó (1972), am Rio Amapá Grande (1975), am Rio Aripuanã (1975), am Rio Paru do Oeste (1978) und am Rio Trombetas (1982). Diese Kombination aus Feldstudien und Sammelarbeit ermöglichte es Novaes, eine Reihe von grundlegenden Monographien über die Vogelwelt einiger dieser Regionen zu verfassen. Darunter befinden sich die beiden Bände des Werks Ornitologia do Território do Amapá (1974, 1978), eine detaillierte Arbeit über die Vögel des Río Aripuanã (1976) sowie eine systematische und ökologische Studie über die Vögel am Oberlauf des Río Paru do Oeste (1980). 1981 erschien der Artikel A estrutura da espécie nos periquitos do gênero Pionites Heine (Psittacidae, Aves), eine detaillierte Studie über die Artstruktur der Gattung der Weißbauchpapageien (Pionites). Eines der wichtigsten Werke von Fernando Novaes ist Aves da Grande Belém-Municípios de Belém and Ananindeua. Pará, das er 1998 in Zusammenarbeit mit Maria de Fátima Cunha Lima und dem Illustrator Antônio Carlos Seabra Martins veröffentlicht hatte. Das Buch bietet eine Übersicht von 482 in der Region vorkommenden Vogelarten mit detaillierten Informationen über Gefieder, Größenangaben und Lebensweise.
Ab 1969 studierte Novaes Biowissenschaften an der Universidade Estadual Paulista, wo er 1971 mit der Dissertation Estudo ecológico das aves em uma área de vegetação secundária do baixo rio Amazonas, Estado do Pará unter der Leitung von Gilberto Righi zum Doktor promoviert wurde.
Novaes beschrieb die Unterarten Nonnula ruficapilla inundata des Rotscheitel-Faulvogels, Platyrinchus saturatus pallidiventris des Zimtkopf-Spatelschnabeltyranns, Procnias albus wallacei der Einlappenkotinga (in Zusammenarbeit mit David C. Oren),  Hylexetastes perrotii brigidai des Weißbart-Baumsteigers (mit José Maria Cardoso Da Silva und David C. Oren), Piprites chloris grisescens des Gelbzügel-Pipritestyranns und Formicarius analis paraensis der Graubrust-Ameisendrossel.

## Dedikationsnamen
Die brasilianische Ichthyologin Lúcia Helena Rapp Py-Daniel beschrieb 1981 die Welsart Furcodontichthys novaesi. 1983 benannten Dante Martins Teixeira und Luiz Pedreira Gonzaga den Alagoas-Blattspäher (Philydor novaesi) zu Ehren von Fernando Novaes. 1985 benannte David C. Oren die Unterart Zonotrichia capensis novaesi der Morgenammer nach Novaes. Philip Hershkovitz beschrieb 1987 die Unterart Cacajao calvus novaesi des Roten Uakaris. 1988 benannte Robert William Dickerman die Unterart Chordeiles pusillus novaesi der Gnomennachtschwalbe nach Novaes.